# James E. Buttersworth
James Edward Buttersworth (1817 Londýn – 2. března 1894 New Jersey) byl anglický malíř námořních obrazů, který proslul svými malbami jachet a kliprů. Byl synem a žákem Thomase Butterswortha.

## Život a dílo
Buttersworth se narodil v Anglii v roce 1817 a byl synem a studentem Thomase Butterswortha, známého britského malíře námořních obrazů. Někdy mezi lety 1845 až 1847 emigroval do Spojených států; o jeho životě před vycestováním z Anglie se ví jen velmi málo. Po příjezdu do Ameriky potkal Nathaniela Curriera, kterému se líbila jeho díla, která si s sebou přivezl z Evropy. Společnost Currier & Ives poté odkoupila několik obrazů, aby je převedla na litografie, a později se stala Buttersworthovým trvalým zákazníkem.
James se usadil se svou rodinou ve West Hoboken v New Jersey a v Brooklynu si zařídil svůj umělecký ateliér.
Zlom v jeho kariéře nastal v roce 1850, kdy vystavil své první dílo v galerii American Art Union a prodal pět obrazů. V důsledku toho pak dostal zakázku na vytvoření série obrazů ze závodů jachet v Anglii.
Buttersworth prožil svá nejproduktivnější léta mezi roky 1850 až 1870. Nikdy skutečně nezbohatl, ale písemné prameny uvádějí, že žil spolu se svou početnou rodinou pohodlným životem. Byl velmi dovedný při zobrazování půvabu a pohybu plachetnic, a jeho díla jsou většinou velice dramatická díky svým zpodobněním vzdouvajících se vln a bouřlivé oblohy. Nanášel barvu v tenkých vrstvách a maloval především olejomalby, ale i akvarely; používal i tuš. Využíval různé podklady: plátno, dřevo a kov. Buttersworth byl pokládán za pečlivého malíře detailů.
Během druhé poloviny 19. století byl Buttersworth populární mezi bohatými majiteli jachet, kteří chtěli mít vzpomínku na svá vítězství v závodech. Maloval ale i klipry a historické bitvy.
Zachovalo se asi 600 jeho obrazů, celkem vytvořil okolo 1 200 děl z nichž je přibližně 300 ztraceno. Mnoho Buttersworthových uměleckých výtvorů vlastní soukromí sběratelé, ale nacházejí se rozeseta i v různých muzeiích a jachtařských klubech, například v Yale University Art Museum, Princeton University Museum of Art, Virginia Museum of Fine Arts či v New York Yacht Clubu.

## Galerie
- Klipr Eagle
- Parník Glasgow hořící u Nantucketu 31. července 1865
- Americké lodě v bouři
- Škuner Idler, New York Yacht Club Regata
- Paroplachetní loď Western Metropolis
- Young America
- Klipr Great Republic
- Šalupa Galatea ve vedení